# Bianchi (by)
 For alternative betydninger, se Bianchi (flertydig). (Se også artikler, som begynder med Bianchi)
Bianchi er en by i Calabrien, Italien med 1.183 (2023) indbyggere.